# Juízo (filme)
Juízo é um documentário brasileiro de 2008 dirigido e escrito por Maria Augusta Ramos e produzido por Diler Trindade. O filme acompanha o tratamento de adolescentes em conflito com a lei no Instituto Padre Severino e em tribunais, da apreensão ao julgamento. Considerado o "filho" de seu filme anterior Justiça, Maria e sua pequena equipe gravaram o filme em 2006, com dificuldades para filmar o instituto devido à situação do mesmo. Foi necessário que os adolescentes fossem trocados por outros no filme, já que a lei proíbe expor suas imagens.
Juízo foi lançado em 14 de março de 2008 pela Filmes do Estação, após uma série de pré-estreias nacionais e internacionais. Com uma receita total de 74 163 dólares, foi bem recebido pela crítica especializada, que elogiou especialmente a atuação dos adolescentes colocados no lugar dos originais. Em 2017, a Associação Brasileira de Críticos de Cinema elegeu Juízo como o 67.º melhor documentário brasileiro de todos os tempos.

## Premissa
Juízo mostra o tratamento de jovens pobres com menos de 18 anos diante da lei, da apreensão ao julgamento, por atos infracionais análogos a crimes como roubo, tráfico e homicídio. As cenas foram filmadas em audiências reais e durante visitas ao Instituto Padre Severino, o local de internação de adolescentes em conflito com a lei. O filme acompanha a rotina em tribunais dos juízes, promotores e defensores (ver abaixo), além de familiares e policiais. Todos os personagens são reais, exceto os menores de idade (ver § Atuação para mais informações). O presidente da Ordem dos Advogados do Brasil de São Paulo, Luiz Flávio Borges D'Urso, disse que o documentário era "uma oportunidade rara", já que documentários não costumavam frequentar tribunais e não procuravam mostrar julgamentos de processos judiciais.

## Elenco
A seguir apresenta-se o elenco de Juízo, na ordem dos créditos.
| Juízes - Luciana Fiala de Siqueira Carvalho - Guaraci de Campos Vianna Promotores - Renato Lisboa - Alexandra Carvalho Pires - Eliane de Lima Pereira Defensores - Tadeu Valverde - Patrícia Vilela |  | Adolescentes - Alessandro Jardim - Daniele Almeida - Guilherme de Carvalho - Isabela Cristina Durães - Karina Lopes - Marco Aurélio Sant'ana - Wilson dos Santos - Ighor dos Santos Villela - Maicon da Silva Singh |

## Produção
Juízo foi dirigido e escrito por Maria Augusta Ramos e produzido pelas empresas Diler & Associados e Nofoco Filmes.

### Temática
[...] não há um porquê, quando vou fazer um filme é porque aquela realidade desperta em mim uma curiosidade. Tento esvaziar a minha mente e coração de qualquer tipo de preconceito como, por exemplo, de como o Judiciário funciona, tentando mostrar as suas várias facetas. O objetivo é levar o público a refletir sobre esta realidade, levá-la ao público.

Maria Augusta Ramos explicando porquê decidiu produzir o filme.
Maria disse que Juízo é o "filho" de Justiça (2004). Segundo ela, "O teatro da justiça possibilita fazer o cinema documental que gosto de fazer, da interação, da entrevista. É o que me inspira." Em seus filmes, a diretora trabalha apenas com som direto, captado com as imagens. Ela declarou: "Para mim, som é 50% de toda realidade. Se eu extirpo o som relacionado à imagem, e o substituo por música ou algum outro ruído criado eletronicamente, a realidade se perdeu. Aumenta a sensação de estar manipulando. Há diretores de documentários que usam a trilha como um coadjuvante, algo que contracena com a imagem, um elemento com função estrutural no filme. Não é o meu caso." Os personagens não falam diretamente para a câmera, não são mostradas entrevistas e não há narração; "o distanciamento formal do que está sendo filmado fica estabelecido desde a primeira tomada".

### Filmagem
Gravado em 2006, a equipe de filmagem era pequena, composta por um câmera, um assistente e um engenheiro de som, além de um assistente de produção. As cenas foram filmadas em audiências reais, num Tribunal de Infância e Juventude do Rio, e durante visitas ao Instituto Padre Severino, o local de internação de adolescentes em conflito com a lei. Filmar no instituto foi uma das maiores dificuldades da equipe. Em uma entrevista, Maria disse: "Eu não conseguia mais. Tudo me exasperava. Eu ficava tensa a cada ida ao Padre Severino, [...] o lugar é um horror, cheira à morte, a equipe não sabia onde pisar, pois tudo dá nojo, todos ficavam de mau humor". Ela fez uma declaração similar em outra entrevista: "É um lugar muito difícil de filmar, tudo muito precário. E sentimos o sofrimento deles [dos adolescentes em conflito com a lei] assim como em qualquer presídio. Não tem muita vida, sentimos um pouco uma desilusão, uma decepção. A equipe saia de lá muito cansada e deprimida".
Maria disse que conseguir autorização para gravar as audiências foi mais fácil que em Justiça, já que esse filme "abriu muitas portas, além de gerar muitos debates". Este também foi o motivo da juíza Luciana concordar em filmar. A juíza disse em uma entrevista: "Não é comum as audiências serem filmadas, antes nunca havia permitido que elas fossem filmadas. Mas é uma forma de a sociedade acompanhar a realidade vivida no Judiciário". Durante quatro dias, foram filmadas cerca de cinquenta audiências da juíza, com os adolescentes de costas, e através de duas câmeras. Maria escolheu dez das audiências e as editou. As audiências foram filmadas uma única vez.

### Atuação
Como é proibido por lei divulgar a imagem de adolescentes em conflito com a lei, os verdadeiros foram filmados apenas de costas. Para as tomadas de frente, Maria selecionou um elenco de adolescentes não em conflito com a lei, fazendo-os repetir palavra por palavra o que constava dos autos de cada caso. Segundo a Revista Piauí, "Na montagem final, o personagem real e seu substituto se fundem de forma tão habilidosa que o espectador pode passar batido pela duplicidade". Esses adolescentes não eram atores profissionais, mas tinham idade aproximada e condições socioeconômicas parecidas ou iguais aos verdadeiros; Maria declarou: "Eu não fui atrás de adolescentes com experiência com teatro. Agi no sentido de que não atuassem para que fossem eles mesmos. Isto foi importante porque é a personalidade de cada adolescente que faz esta realidade com falta de perspectiva". Ainda segundo ela, "Os meninos atores viram as audiências editadas e depois trabalhamos os textos com eles".
Luciana disse que sua atuação não foi falsa no filme; "Eu faço audiência exatamente daquele jeito. Não sou atriz e nem quero ser, sou juíza e quero continuar assim. Ali é o meu jeito de ser, são broncas em que me sinto na obrigação de dar".

## Lançamento e bilheteria
Antes de ser lançado, foi exibido em diversos festivais nacionais e internacionais, como no Festival Internacional de Documentário e Animação de Leipzig (premiado como melhor filme; Alemanha), na Seleção Oficial da 31.ª Mostra de Cinema de São Paulo, no Viennale (Viena), no Festival Internacional de Cinema de Rotterdam (Países Baixos), no Cinema du Réel (França), nos Festivais Internacionais de Filme dos Direitos Humanos de Londres e de Nova York, no Festival Internacional de Cinema Jeonju (Coreia do Sul), no Festival Internacional de Cinema de Locarno (na "Mostra Cineasta do Presente"; Suíça), além de hors concours no Festival do Rio (Brasil).
O filme foi lançado oficialmente em São Paulo e no Rio de Janeiro no dia 14 de março, distribuído pela Filmes do Estação. Na língua inglesa, o filme é conhecido como Behave. Em seu fim de semana de estreia, até o dia 16 de março, o filme já havia gerado uma receita total de 11 628 dólares. No fim de semana de 10 a 13 de abril, o filme conseguiu uma receita total de mais de 50 mil. No total, Juízo teve uma receita de 74 163 dólares.

## Recepção
| Críticas profissionais | Críticas profissionais |
| Avaliações da crítica  | Avaliações da crítica  |
| Fonte                  | Avaliação              |
| ---------------------- | ---------------------- |
| Cineplayers            | 7/10                   |
| Eye for Film           | [ 9 ]                  |
| Folha de S.Paulo       | bom                    |
| Omelete                | [ 11 ]                 |

Em geral, Juízo teve recepção positiva dos críticos. Vários críticos elogiaram a atuação dos adolescentes colocados no lugar dos infratores. O G1 comentou: "O artifício é tão bem empregado que raramente nos lembramos que aqueles ali sentados ou dentro do quarto da casa de correção não são os verdadeiros infratores". Similarmente, o Cineplayers declarou que os atores "convencem perfeitamente no papel que interpretam, parecendo ser os réus verdadeiros", e a Eye for Film comentou que "Nunca há uma sensação de que a verdade foi perdida". O Omelete disse que "encenação" era uma palavra muito forte para descrever os réus interpretados, "Mas isso não acaba com esse dilema de Juízo à la Coutinho que é o esforço para documentar uma realidade e, ao mesmo tempo, agir como maestro do jogo de cena. A genialidade está em abrir esse dilema ao público, na medida em que a diretora já entrega o artifício nos créditos de abertura do filme."
O Cineplayers disse que o filme é repetitivo às vezes, porém, o ponto principal "não é apenas a qualidade cinematográfica, e sim as discussões que o filme pode gerar". Concluiu sua análise dizendo: "Juízo gera perguntas e algumas respostas. Apesar de curto, não foge da repetição. Se não é o melhor que o Brasil pode produzir como documentário, é mais uma obra preocupada em mostrar o que o país produz com o descaso de suas políticas públicas." O G1 concluiu dizendo: "Ao apresentar esses meninos e meninas, Maria Augusta mostra mais que boas histórias. Mostra que a falta de juízo ao cometer essas infrações muitas vezes é motivada pela ausência de outros elementos estruturais, como educação e uma família, ou até mais básicos, como o carinho e o amor." A Folha de S.Paulo avaliou o filme como "bom".
Em 15 de março de 2017, a Associação Brasileira de Críticos de Cinema elegeu Juízo como o 67.º melhor documentário brasileiro de todos os tempos.